# ميكي إيوان
ميكي إيوان هو لاعب اللاكروس كندي، ولد في 25 فبراير 1886 في Paris, Ontario ‏ في كندا، وتوفي في 26 أكتوبر 1964 في سياتل في الولايات المتحدة.